# 青森市立沖館小学校
青森市立沖館小学校（あおもりしりつ おきだてしょうがっこう）は青森県青森市沖館5丁目にある公立小学校。

## 概要
この小学校は天正年間にこの地に来た佐藤讃岐大輔藤原久信が住民に読み書きを教えた事に由来するとされる。その後村塾に発展し、明治期までその状態が続いた。明治期に小学校になる事が決まったが初代校長には藤原久信の子孫の佐藤元衛が就任した。なお、藤原久信の子孫には青森村の初代町頭佐藤理右衛門もいる。その後昭和に入り現在の青森市立沖館小学校となった。経緯から考えれば有名校のはずだが、小学校のためあまり知られていない。沖館川の浄化事業が始まったのもここの生徒が「かつては綺麗で蛍も飛んでいたと聞いた」と作文で述べたことから始まったと言われている。
沖館川の浄化はみんなでお米のとぎ汁を使ったりなど親も協力をしている。

## 基礎情報
- 郵便番号 - 038-0002
- 所在地 - 沖館5丁目3-1

## 沿革
- 1876年（明治9年）7月5日 - 陸奥国津軽郡沖館村沖館小学として。佐藤元衛宅を仮校舎に宛て、開校。
- 1888年（明治21年）4月1日 - 沖館簡易小学校と改称。
- 1892年（明治25年）4月 - 沖館尋常小学校と改称。
- 1893年（明治26年）9月 - 沖館字小浜227番地に校地移転。
- 1894年（明治27年）10月 - 新校舎竣工。
- 1907年（明治40年）11月25日 - 沖館字小浜33番地に校地移転。
- 1928年（昭和3年）1月29日 - 校旗樹立。
- 1929年（昭和4年）1月29日 - 校舎焼失。
- 1930年（昭和5年）1月16日 - 営林署倶楽部・昭和女学校・鉄工場・罐詰工場を仮教室に宛て、授業再開。この
- 1931年（昭和6年）10月 - 沖館字小浜12番地（現在地）に、新校舎竣工。
- 1932年（昭和7年）7月 - 校歌制定。
- 1934年（昭和9年）12月 - 北側校舎増築。
- 1941年（昭和16年）4月1日 - 国民学校令により、沖館国民学校と改称。
- 1947年（昭和22年）4月1日 - 学校教育法（旧法）施行により、青森市立沖館小学校と改称。
- 1956年（昭和31年）11月17日 - 創立80周年記念式典挙行。
- 1966年（昭和41年）10月 - 創立90周年記念式典挙行。
- 1969年（昭和44年）10月8日 - 児童昇降口から出火し、普通教室12・理科室・保健室・校長室・職員室などを焼失。
- 1970年（昭和45年）
  - 10月5日 - 新校舎入校式挙行。同時にプレハブ校舎撤去。
  - 10月24日 - 校舎落成記念式典挙行。
- 1971年（昭和46年）3月1日 - 完全給食開始。
- 1976年（昭和51年）9月19日 - 創立100周年記念式典挙行。
- 1979年（昭和54年）4月28日 - 校舎新築の為、体育館を3教室に仕切り、プレハブ8教室完成移転。
- 1980年（昭和55年）
  - 3月28日 - 校舎A棟（普通教室9・特別教室5）竣工。体育館仕切り教室解消。
  - 11月15日 - 校舎B棟（普通教室13・特別教室5・配膳室3・会議室・玄関）竣工。
- 1981年（昭和56年）12月22日 - 体育館竣工。
- 1982年（昭和57年）2月28日 - 校舎落成記念式典挙行。
- 1986年（昭和61年）9月20日 - 創立110周年記念式典挙行。
- 1991年（平成3年）9月28日 - 台風19号（りんご台風）により、学校林に被害が出た。
- 1993年（平成5年）9月25日 - 校庭整地完了。
- 1994年（平成6年）10月24日 - 校舎改修工事（管理棟屋上・外壁）完了。
- 1996年（平成8年）11月22日 - 創立120周年記念式典挙行。

## 児童数
| 学年 | 1年 | 2年 | 3年 | 4年 | 5年 | 6年 | 特別支援 | 合計 |
| ---- | --- | --- | --- | --- | --- | --- | -------- | ---- |
| 学級 | 3   | 3   | 3   | 4   | 4   | 3   | 3        | 23   |
| 児童 | 78  | 75  | 76  | 100 | 101 | 108 | 13       | 551  |

- 2021年（令和3年）4月1日時点

## 学区
柳川1丁目の一部、柳川2丁目、篠田1丁目の一部、沖館1～5丁目、富田1丁目の一部、富田3丁目の一部、富田4丁目の一部、富田5丁目、新田1丁目、新田2丁目、新田3丁目の一部、新田字扇田、三好1丁目の一部

## アクセス
- 青森市営バス後潟線「森林博物館前」バス停から、徒歩約500m・約7分。
- 青森駅（西口）から、徒歩約1.2km・約18分。
- 沖館中学校から、約900m・約14分。

## 周辺
- 木村皮膚科胃腸科医院
- 沖館川
  - 田橋
- 国道280号
- 沖館郵便局

## 参考資料
- 『新青森市史 別編教育（別巻） 年表・学校沿革』（青森市・2000年3月発行）「学校沿革 （一）小学校」160頁～161頁「沖館小学校 変遷」
- 『青森県教育史 別巻』（青森県教育委員会・1973年12月20日発行）「学校沿革 小学校」698頁「沖館小学校」